# لاهیج، گوی‌گول
لاهیج (به لاتین: Lahıc) یک منطقه مسکونی در جمهوری آذربایجان است که در شهرستان گوی‌گول واقع شده است.